# (533560) 2014 JM80
(533560) 2014 JM80 est un objet transneptunien d'un diamètre est estimé à 356 km, ce qui pourrait le qualifier comme candidat au statut de planète naine.